# Léonce Tchantayan
Léonce Tchantayan (* 20. Januar 1908 in Konya, Türkei; † 13. November 1990) war armenisch-katholischer Weihbischof in Kilikien.

## Leben
Léonce Tchantayan wurde am 1. November 1937 zum Priester der armenisch-katholischen Kirche geweiht. Die Synode der armenisch-katholischen Kirche berief ihn am 5. August 1967 zum Bischof von Ispahan im Iran. Papst Paul VI. bestätigte ihn im Amt. Der Patriarch von Kilikien Erzbischof Iknadios Bedros XVI. Batanian und die Mitkonsekratoren Bischof Mesrob Terzian (Weihbischof in Beirut) und Bischof Raphaël Bayan (Iskanderiya in Ägypten) weihten ihn am 19. November 1967 zum Bischof.
Mit der Berufung zum Weihbischof im Patriarchat von Kilikien am 16. Januar 1972 trat er vom Bischofsamt in Ispahan zurück. Gleichzeitig wurde er zum Titularbischof von Sebastopolis in Armenia ernannt. Bis zu seinem Tod am 13. November 1990 war er ebenfalls emeritierter Bischof von Ispahan. Bischof Tchantayan war Mitkonsekrator bei Grégoire Ghabroyan ICPB zum Apostolischen Exarch von Frankreich.